# Robert Hochner
Robert Hochner (* 30. August 1945 in Budapest; † 12. Juni 2001 in Wien) war ein österreichischer Journalist und Fernsehmoderator.

## Leben
Nach einem Studium am Wiener Max-Reinhardt-Seminar arbeitete Robert Hochner zunächst als Regieassistent am Theater in der Josefstadt. Ab 1974 war Robert Hochner freier Mitarbeiter beim ORF, von 1979 bis knapp vor seinem Tod als Moderator der Zeit im Bild 2. Unterbrochen wurde seine Laufbahn beim Fernsehen nur in den Jahren 1989 und 1990, in denen Hochner Chefredakteur der damals gerade verkauften Arbeiter-Zeitung, des vormaligen Zentralorgans der SPÖ, war. Krankheitsbedingt war Robert Hochner in seinen letzten beiden Lebensjahren nur mehr unregelmäßig im Fernsehen zu sehen. 2000 heiratete er die ORF-Moderatorin Clarissa Stadler. Er starb am 12. Juni 2001 an Darmkrebs. Sein Grab befindet sich auf dem Hietzinger Friedhof in Wien, Gruppe 17, Nummer 18A.

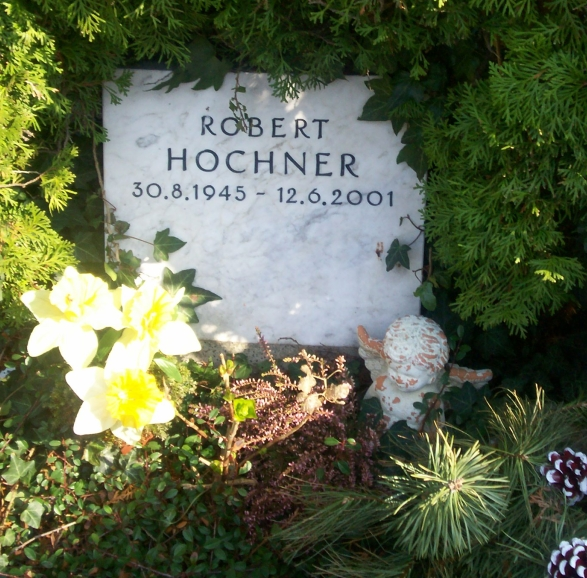
Robert Hochners Grabstätte

Robert Hochner hat den Nachrichtenjournalismus in Österreich jahrzehntelang nachhaltig geprägt. Er galt als fachlich versierter und engagierter Redakteur.
Seit 2005 wird jährlich der Robert-Hochner-Preis an österreichische Journalisten verliehen. Hochner selbst wurde dreimal (1992, 1995, 2000) mit einer „Goldenen Romy“ ausgezeichnet. 2009 wurde ihm zu Ehren im Bezirksteil St. Marx im 3. Wiener Gemeindebezirk, Landstraße, der Robert-Hochner-Park  eröffnet.

## Zitate
- „Die Rache der Journalisten an den Politikern ist das Archiv.“[2]
- „Jetzt unterbrech ich Sie auf die Gefahr hin, dass Sie den ORF kaufen und mich hinauswerfen.“[3] (in der ZiB2 im Interview mit Frank Stronach, der seine Redezeit bereits überstrapaziert hatte)
- „Was mich am meisten enttäuscht, ist die fehlende Zivilcourage in diesem Land. Es gibt so wenige, die den Mut haben, sich eine eigene Meinung zu leisten und diese auch zu vertreten. Menschen, die auch bereit sind, für ihre Überzeugung persönliche Nachteile in Kauf zu nehmen.“[2]